# Сотиря
Сотиря (болг. Сотиря) — село в Болгарии. Находится в Сливенской области, входит в общину Сливен. Население составляет 2 536 человек.

## Политическая ситуация
В местном кметстве Сотиря, в состав которого входит Сотиря, должность кмета (старосты) исполняет Димчо Петров Георгиев (Болгарская социалистическая партия) по результатам выборов правления кметства.
Кмет (мэр) общины Сливен — Стефан Николов Радев (ГЕРБ) по результатам выборов в правление общины.